# Вештер
Вештер (словен. Vešter) — поселення в общині Шкофя Лока, Горенський регіон, Словенія. Висота над рівнем моря: 372,1 м.